# WPS Office
WPS Office (anteriormente conocida como Kingsoft Office, KSO o KSOffice), es una suite ofimática para Microsoft Windows, Linux, Android OS, iOS. Creada por el desarrollador de software Kingsoft Office en Zhuhai, China. Incluye los siguientes componentes: Document, Presentation, Spreadsheet, PDF y Cloud. Incluye una suite completa de código.
La versión básica es gratuita, pero también está disponible una versión Pro con todas las características. La versión actual es WPSOffice 2019.
El producto ha tenido una larga historia de desarrollo y éxito en China bajo el nombre de "WPS Office". En el mercado occidental y japonés trata de difundirse bajo la marca "KSOffice". Desde 2005, el diseño de la interfaz de usuario es similar a la de los productos de Microsoft Office, y es compatible con los archivos generados por los productos de Microsoft.

## Historia

### Dominación temprana y caída
WPS comenzó en 1988 como un procesador de texto para DOS. WPS mantenía una enorme base de usuarios a lo largo de finales de los 1980 y principios de los 1990, pero cuando Microsoft Office 95 y Windows 95 fueron introducidos en el mercado chino, la influencia y las ventas de WPS se redujeron drásticamente.
Frente a la dura competencia extranjera y el alto nivel de piratería doméstica,[cita requerida] Kingsoft estaba casi en bancarrota a finales de 1995. El arquitecto de software principal de Kingsoft, Pak Kwan Kau (求伯君) financió personalmente el desarrollo de WPS 97 para Microsoft Windows con 4 millones de yuanes (unos US$ 500.000 en 2003). Sin embargo, cuando fue lanzado en 1997, tuvo que hacer frente a un mercado dominado por Microsoft Office 97.
En mayo de 2001, Kingsoft lanzó WPS Office, que incluye un procesador de texto, hojas de cálculo y software de presentación, pero aún era incapaz de competir con el más popular y poderoso Microsoft Office 2000.

### Renacimiento
En 2002, WPS Office 2002 emergió como la siguiente versión de WPS Office agregando a su paquete un cliente de correo electrónico, además de conseguir una interfaz similar a otras suites ofimáticas establecidas en el mercado, lo que facilitó la migración de usuarios desde las mismas.
Cuando China se unió a la OMC, el gobierno chino buscó eliminar la piratería en las oficinas del gobierno, para lo que, en 2003, hizo al software Kingsoft office el estándar para las distintas ramas del gobierno, producto que había ocupado una cuota de mercado del 90% en el mercado doméstico.
La versión lanzada en 2004, WPS Office Storm, fue acompañada del anuncio de ofrecer perfecta compatibilidad con los formatos de Microsoft Office. En un intento por diferenciarse de otras suites ofimáticas, Kingsoft colaboró con Intel e IBM para integrar su tecnología de texto a texto y texto a voz de WPS Office Storm.
A finales de 2005, WPS Office Personal Edition fue lanzado como una descarga gratuita, con la esperanza de introducir el producto a más usuarios, aunque sólo se ofrece en chino simplificado.
En 2007, fue lanzada otra edición, Kingsoft Office 2007, que está disponible en chino, inglés y japonés, cuya edición personal está disponible para prueba de 30 días. En 2009, fue lanzado Kingsoft Office 2009, que ha aumentado la compatibilidad con Microsoft Office, incluyendo soporte para los formatos de archivo de la versión 2007. Kingsoft Office 2010 fue lanzado en 2010.
En 2011, Kingsoft Office recibió fondos del gobierno chino y más pedidos de ministerios centrales en China.
Kingsoft Office Suite Free 2012 fue lanzado en 2011. Kingsoft Office Professional 2012 y Kingsoft Office Standard 2012 fueron anunciados para la venta en febrero de 2012, en adición a Kingsoft Office para Android.
Entre 2013 y 2014 se lanzaron distintos paquetes tanto gratuitos, que añaden marcas de agua a los documentos pasados 30 días, como de pago con diferentes componentes, incluidas sendas versiones para Android e iOS. También se añadió la posibilidad de compartir archivos en la nube, con compatibilidad con distintos servicios, además de mejorarse aún más la  compatibilidad e interpolabilidad con Microsoft Office.

### GNU/Linux
Para los usuarios de GNU/Linux, además de las versiones WPS Office Storm y WPS 2005, desde 2013 se han lanzado sucesivas versiones de Kingsoft Office for Linux. A la fecha, marzo de 2019, la versión es mantenida en forma comunitaria

### Desde 2014
Desde 2014, todos los productos llamados Kingsoft Office fueron renombrados a WPS Office.
Con WPS Office 2014, tuvo soporte oficial con algunos formatos de Microsoft Office (las versiones pagadas pueden guardar formatos .docx, .xlsx y .pptx), pero con WPS 2013 y 2016 soporta todos los formatos de Microsoft Office.
WPS Office 2016 está disponible como software freemium, ya que no tiene costo para instalar, solo contiene las funciones básicas y soporta todos los formatos de Microsoft Office. Se mostrarán anuncios para algunas funciones como imprimir o fusionar correo.
La versión premium, que era pagada mensualmente, requiere conexión y activa todas las funciones sin mostrar anuncios.
Finalmente existe una versión Pro, que es pagada y requiere licencia para activar todas las funciones sin mostrar anuncios.

## Formatos de archivo
En las últimas actualizaciones la suite ha logrado una mayor compatibilidad con productos de otras marcas y el soporte para un mayor abanico de formatos. Actualmente se soportan los siguientes:
| Componente    | Formatos de lectura                                            | Formatos de escritura                                          |
| ------------- | -------------------------------------------------------------- | -------------------------------------------------------------- |
| Writer        | .doc, .dot, .docx, .dotx, .docm, .dotm, .xml, .rtf, .wps, .wpt | .doc, .dot, .docx, .dotx, .docm, .dotm; .rtf, .txt, .wps, .wpt |
| Spreadsheets  | .xls, .xlsx, .xlsm, .xlt, .csv, .xml, .html, .et, .ett         | .xls, .xlsx, .xlsm, .xlt, .csv, .et, .ett                      |
| Presentations | .ppt, .pptx, .pps, .ppsx, .pot, .dps, .dpt                     | .ppt, .pptx, .pps, .ppsx, .pot, .dps, .dpt                     |

.wps es el formato propio de Kingsoft Writer. Soporta texto formateado, imágenes y formato de páginas avanzado.